# Staraja Toropa (stacja kolejowa)
Staraja Toropa (ros. Старая Торопа) – stacja kolejowa w miejscowości Staraja Toropa, w rejonie zapadnodwińskim, w obwodzie twerskim, w Rosji. Położona jest na linii Moskwa - Siebież.

## Historia
Stacja powstała na początku XX w. na linii moskiewsko-windawskiej pomiędzy stacjami Zapadnaja Dwina i Żyżyca.